# Сачин Тендулкар

Сачин Рамеш Тендулкар (24 квітня 1973) — індійський гравець у крикет, один із найкращих бетсменів в історії цього виду спорту, чемпіон світу. 
Тендулкар почав грати за збірну Індії в 16 років. У внутрішніх чемпіонатах він виступав за команду Мумбаї. Він перший гравець, який має в своєму активі 100 міжнародних матчів із принаймні сотнею пробіжок. Він першим набрав дві сотні в одноденному матчі, а також єдиний гравець, що набрав 34 тисячі пробіжок за кар'єру на міжнародному рівні. 
2011 року разом із збірною Індії Тендулкар виграв чемпіонат світу з крикету.
У травні 2013 року Тендулкар оголосив про завершення виступів в індійській прем'єр лізі. Останній свій тест-матч, двохсотий, він проведе в листопаді 2013 року проти Вест Індії. 
Тендулкар є членом верхньої палати індійського парламенту Радж'я Сабха, нагороджений численними індійськими нагородами.

## Виноски
1. ↑  https://www.sportskeeda.com/player/sachin-tendulkar
2. ↑  http://thelifehistory.com/sachin-tendulkar-life-history-records-achievements-awards/#Sachin_Tendulkar_Awards
3. 1 2 3 4  http://www.espncricinfo.com/ci/content/player/35320.html
4. ↑  Rajya Sabha stint. Hindustan Times. 4 червня 2012. Архів оригіналу за 4 червня 2012. Процитовано 4 червня 2012. [Архівовано 2012-06-04 у Wayback Machine.]